# Brännkyrka hembygdsförening

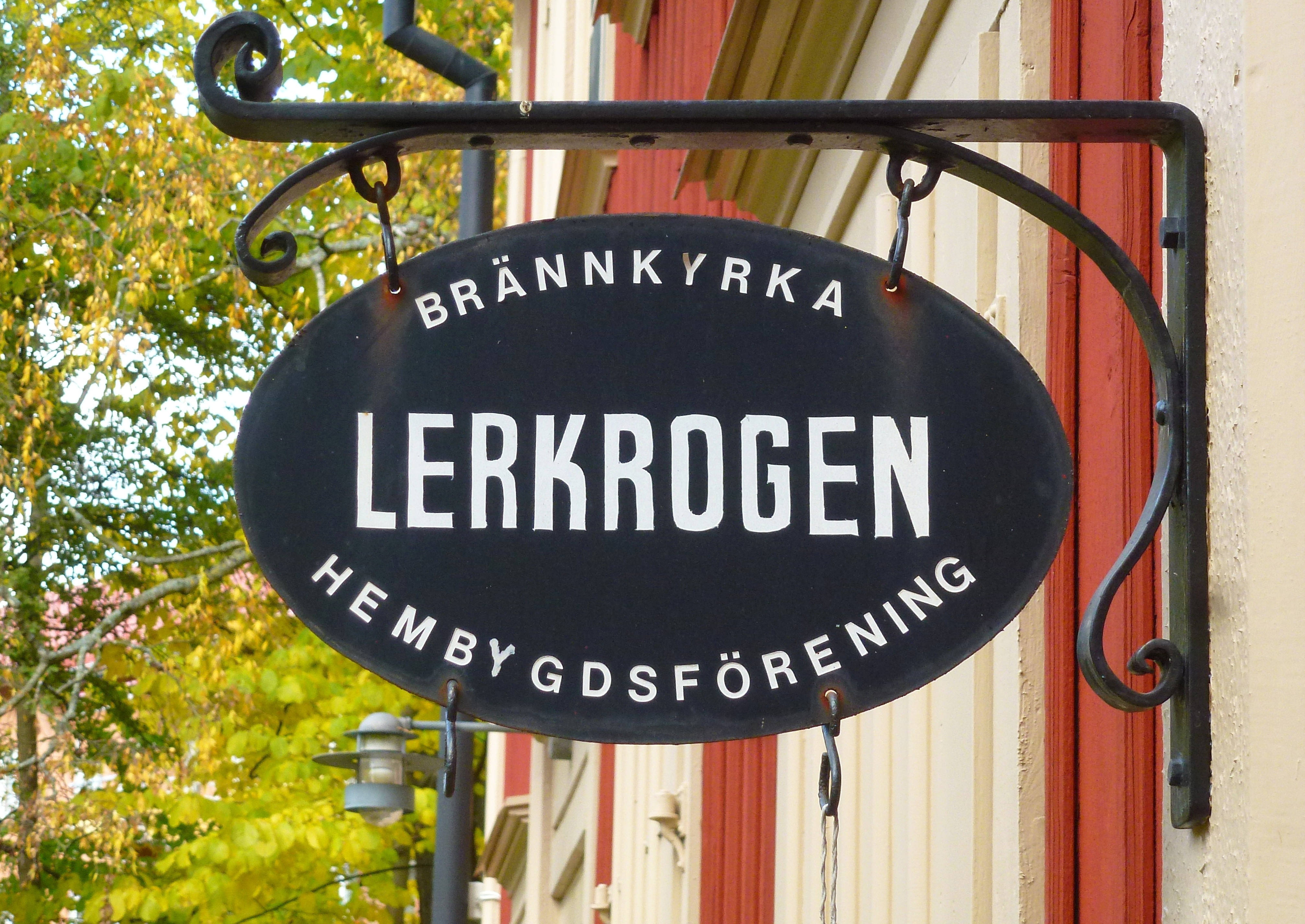
Hembygdsföreningens skylt.

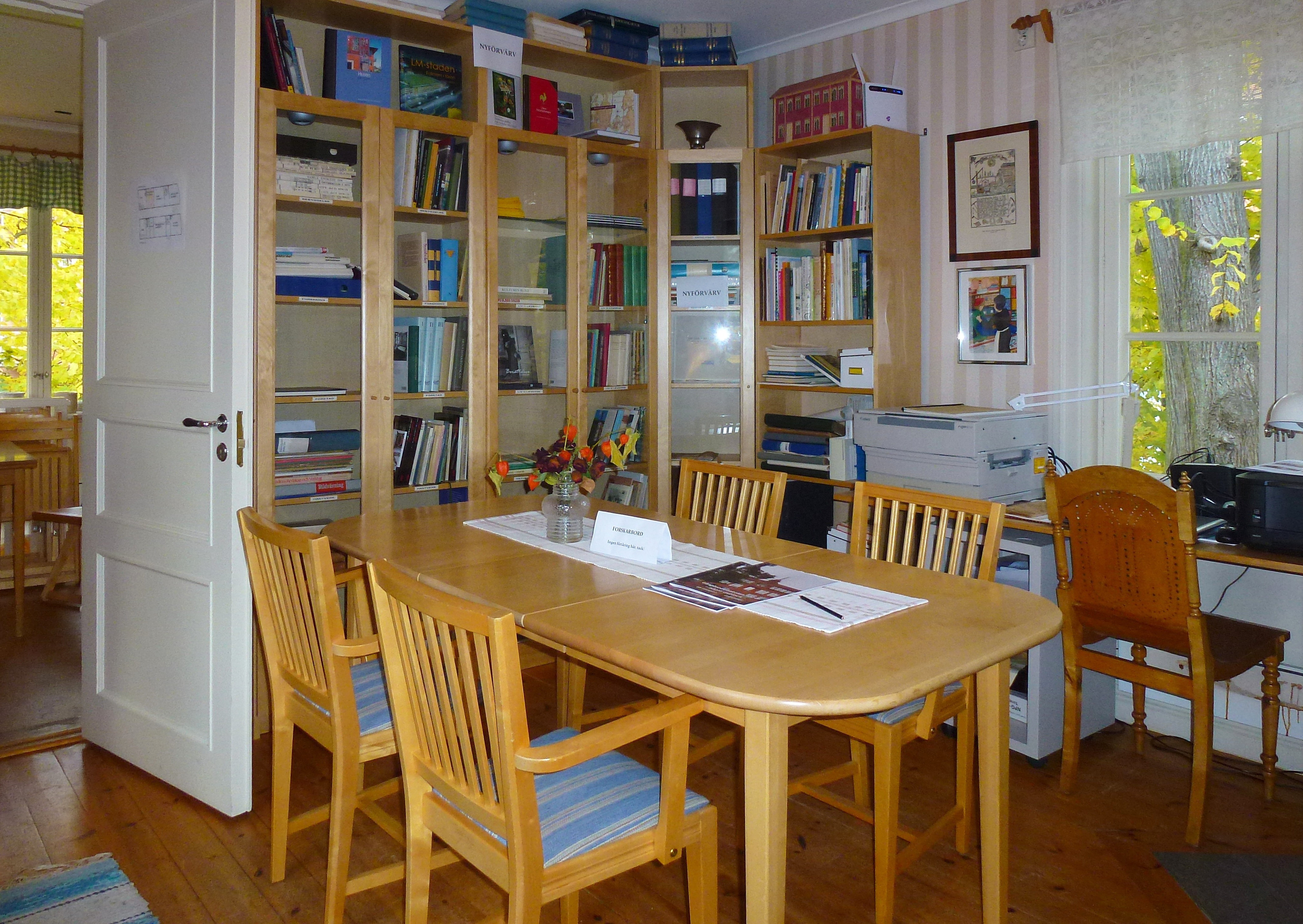
Bibliotek och forskarbord.

Brännkyrka hembygdsförening är en hembygdsförening som har sina lokaler i gamla Lerkrogen vid Götalandsvägen 224 nära Älvsjö station i södra Stockholm. Föreningen bildades 1941 och vill sprida kunskap om Brännkyrkas kulturarv.
Föreningens första styrelsemöte hölls den 24 september 1941 i  dåvarande församlingshuset på Liljeholmsberget. Då deltog  ett tjugotal personer från församlingens kyrko- och skolråd, kyrkofullmäktiges ledamöter samt representanter för skolorna.
I början av 1970-talet letade föreningen efter egna lokaler. Initiativet resulterade i att återuppföra den 1968 nedmonterade Lerkrogen, en gång ett värdshus vid Göta landsväg nära Brännkyrka kyrka. Huset återuppfördes på samma tomt som ”Doktorsvillan” från 1904 och invigdes i september 1986. Byggnaden ägs av Stockholms stad som hyr ut den till Brännkyrka hembygdsförening. 
I övre våningsplanet finns hembygdsföreningens bibliotek och bildarkiv. Här hålls även studiecirklar och sammanträden samt ordnas visningar av hantverk och konst. En del av nedervåningen disponeras av Hägerstens hembygdsförening.
Intill huset och på samma tomt ligger Älvkvarnstenen, en skålgropssten som flyttades på hembygdsföreningens initiativ till Lerkrogen i oktober 1994.